# Cyptotrama asprata
A Cyptotrama asprata (alternativamente escrito como aspratum) é uma espécie de fungo saprófito da família Physalacriaceae. Este fungo possui uma história taxonômica diversificada, tendo sido classificado em quatorze gêneros diferentes antes de ser definitivamente estabelecido no gênero Cyptotrama.
Caracteriza-se por seu píleo de coloração laranja brilhante a amarela, que, em espécimes jovens, é recoberto por tufos de fibrilas que lembram pequenos espinhos. A espécie se distingue de outros membros similares do gênero por variações na cor do píleo e no tamanho e formato dos esporos. Está amplamente distribuída em regiões tropicais ao redor do mundo.

## Taxonomia
A espécie foi descrita pela primeira vez no Sri Lanka pelo naturalista inglês Miles Joseph Berkeley em 1847; pouco depois, em 1852, espécimes foram coletados na Carolina do Sul, EUA. Posteriormente, o fungo foi descrito sob diversos nomes: Lentinus chrysopeplus em Cuba; Agaricus sabriusculus e Agaricus lacunosa em Nova York; Collybia lacunosa em Michigan; e Omphalia scabriuscula em Connecticut. Segundo os micologistas canadenses Redhead e Ginns em um artigo de 1980 sobre a espécie, desde sua descrição original em 1847, a C. asprata recebeu 28 nomes e foi colocada em 14 gêneros distintos.

## Descrição
O píleo tem diâmetro de 0,6 a 2,7 cm, com formato convexo a formato de almofada. Sua superfície é seca, e os espécimes mais jovens são cobertos por espinhos característicos; com o passar do tempo, esses espinhos se desfazem, dando uma aparência mais peluda ou lanosa. Nos espécimes mais velhos, essas características da superfície geralmente desaparecem. A margem do píleo costuma ser enrolada para dentro quando jovem, tornando-se reta à medida que amadurece. A cor do píleo varia de amarelo brilhante a pálido, intensificando-se em direção ao centro. A C. asprata apresenta um anel semelhante a uma teia que desaparece rapidamente.

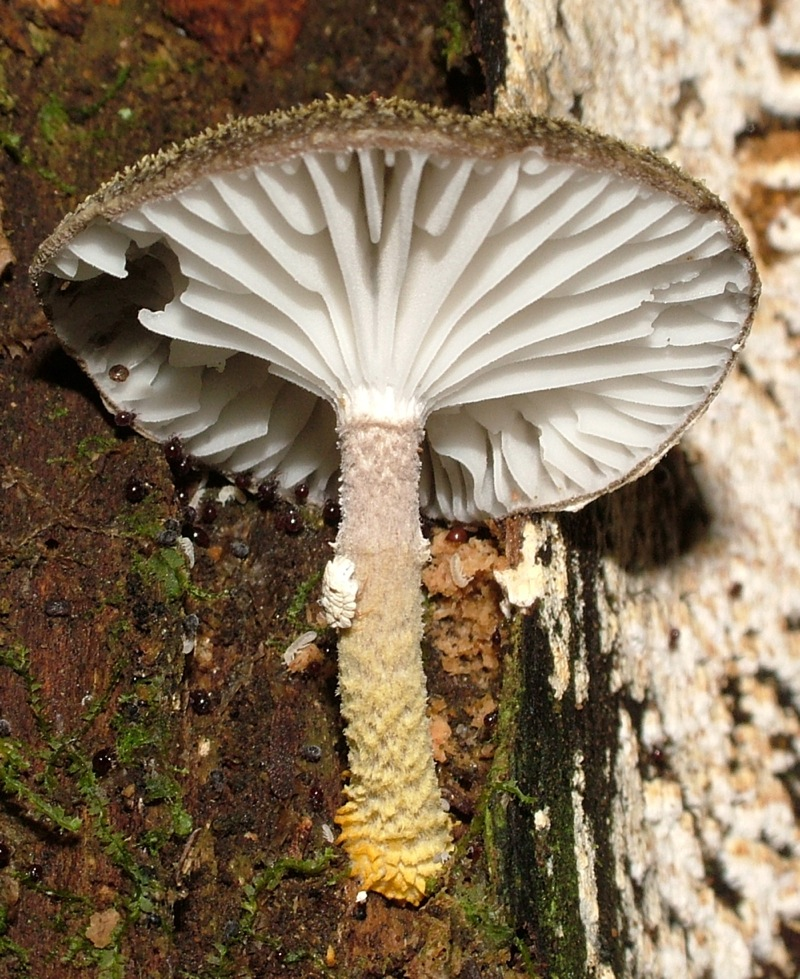
Fixação das lamelas

As lamelas, de cor amarelo pálido a branco, são espaçadas e possuem fixação adnata (diretamente ligada) ou ligeiramente decorrente (descendo pelo estipe); têm textura gordurosa ao secar e serem esmagadas. O estipe mede 1 a 6,7 cm de comprimento por 0,2 a 0,4 cm de espessura no topo; é ligeiramente mais grosso na base e pode ser recoberto por hifas com aparência lanosa (floculosa) ou peluda (fibrilosa). A superfície do estipe pode ser escamosa – especialmente na base – ou coberta por partículas muito pequenas (granulares). A carne do cogumelo é branca ou amarelo pálido, sem sabor ou odor distintos. A esporada é branca. Não é considerado um cogumelo comestível.

### Características microscópicas
Os esporos têm paredes finas, são lisos e apresentam formato elipsoide ou oval. Observados ao microscópio, parecem translúcidos (hialinos) e se coram de vermelho ou azul com o reagente de Melzer (não amiloide). Suas dimensões são geralmente de 7–10 por 5–7 μm; os esporos contêm uma única gotícula de óleo grande. As células produtoras de esporos, os basídios, têm formato de clava, possuem de dois a quatro esporos e medem 25–30 por 5–7 μm. A presença de células estéreis chamadas pleurocistídios (cistídios nas faces das lamelas) é rara; os espécimes podem apresentar poucos ou muitos queilocistídios (cistídios nas bordas das lamelas), que são claviformes, de paredes finas e medem 39–87,5 por 8,5–16 μm.

### Espécies semelhantes
Muitos outros membros do gênero Cyptotrama têm aparência semelhante e diferem de C. asprata por apenas uma ou duas características rapidamente observáveis. Por exemplo, a C. granulosa é marrom-amarelado brilhante (diferente do amarelo brilhante ou pálido de C. asprata); C. lachnocephala tem cor ocre; C. deseynesiana é creme com escamas marrons; C. verruculosa possui píleo "marrom-ferrugem-cobre"; C. costesii apresenta pigmentos verde-oliva. As espécies também podem ser diferenciadas pelo tamanho e formato dos esporos, embora uma ampla variação tenha sido observada nos esporos de C. asprata. C. chrysopepla e Heliocybe sulcata também são semelhantes.

## Habitat e distribuição
A Cyptotrama asprata é uma espécie de fungo saprófito que cresce sobre madeira em decomposição de árvores decíduas e coníferas. Entre as espécies hospedeiras estão o abeto Abies concolor, o bordo-açucareiro (Acer saccharum) e outras espécies de bordo (Acer), o amieiro Alnus oblongifolia, espécies de faia (Fagus), espécies de espruces (Picea), o pinheiro Pinus ponderosa e outras espécies de pinheiro (Pinus), álamos (Populus) e carvalhos (Quercus). Na América do Norte temperada, os espécimes são geralmente coletados entre julho e setembro.
A espécie possui uma distribuição pantropical e é amplamente encontrada em regiões tropicais do mundo. Foi registrada na Austrália, sudeste do Canadá, China, Costa Rica, Índia, Havaí, Nova Zelândia, Japão, e no Extremo Oriente Russo. Não está presente na Europa nem no noroeste da América do Norte.

## Links externos
- Imagens em Mushroom Observer